# 호자나무
호자나무는 작은 상록 활엽관목.

## 특징
호자나무는 잔가지와 가시가 많으며, 높이는 60~100cm이다.  잎은 마주나고 달걀 모양으로 혁질이며 윤이 나며 잎자루는 거의 없다.   꽃은 흰 색의 깔때기 모양인데, 초여름이 되면 잎겨드랑이나 가지 끝에 1-2개씩이 달린다.  화관은 4개로 갈라져 있고 겉에는 털이 없으나 안쪽에 긴털이 있다.  암술대는 수술보다 길며 끝이 4개로 갈라진다. 열매는 작은 공 모양의 핵과로 가을에 붉게 익는다. 주로 산지의 나무 그늘에서 자라며, 한국에서는 홍도와 제주도 한라산 산중턱 숲속에 분포하고 있다.